# 1913 en arts plastiques
| Années des arts plastiques : 1910 - 1911 - 1912 - 1913 - 1914 - 1915 - 1916    |
| Décennies des arts plastiques : 1880 - 1890 - 1900 - 1910 - 1920 - 1930 - 1940 |

Cette page concerne l'année 1913 en arts plastiques.

## Événements
- du 17 février au 15 mars 1913 : l'Armory Show, exposition internationale d'art moderne, organisée par l'Association des peintres et sculpteurs américains, tenue à New York, puis à Chicago et à Boston.
- fin 1913 : le Rebel Art Centre trouve son origine dans une dissidence du Bloomsbury Group britannique ; le centre ne survit que quelques mois, mais lance le mouvement vorticiste.
- le toutisme, mouvement artistique russe créé par Zdanevitch, Larionov et Le Dentu.

## Œuvres
- Forme uniche nella continuità dello spazio (L'Homme en mouvement), sculpture d'Umberto Boccioni,
- La Guitare : « Statue d’épouvante », toile utilisant la technique dite des papiers collés, de Georges Braque.
- Broyeuse de chocolat, n°1, huile sur toile de Marcel Duchamp.

## Naissances
- 13 janvier : Dox, poète et peintre malgache († 14 juin 1978),
- 15 janvier :
  - Eugène Brands, peintre, poète et écrivain néerlandais († 15 janvier 2002),
  - Gérard Locardi, peintre français († 12 avril 1998),
- 17 janvier : Roger Bezombes, peintre français († 9 août 1944),
- 23 janvier : Jean-Michel Atlan,  peintre français († 12 février 1960),
- 27 janvier : Lance Solomon, peintre paysagiste australien († 1989).
- 30 janvier : Amrita Sher-Gil, peintre hungaro-indienne († 5 décembre 1941),
- 2 février : Jean Catta, peintre et aquarelliste français († 31 décembre 1985),
- 4 février : André Vahl, peintre et graveur français († 18 novembre 1983),
- 8 février : Madeleine Lavanture, peintre française († 1er juillet 1940),
- 9 février : Claude Lepape, peintre, graveur et décorateur de théâtre français († 2 juin 1994),
- 10 février : Marcel Bascoulard, dessinateur et poète français († 12 janvier 1978),
- 22 février : Jean Montémont, instituteur, professeur de dessin et peintre français († 14 février 1959),
- 7 mars : Bea Orpen, peintre de paysage et de portrait et professeure irlandaise († 12 juillet 1980),
- 16 mars :
  - Henk van Gemert, peintre néerlandais († 2002),
  - Nína Tryggvadóttir, peintre islandaise († 18 juin 1968),
- 18 mars : Francis Tailleux, peintre français († 6 juillet 1981),
- 20 mars : Solange Bertrand, peintre française († 22 janvier 2011),
- 23 mars : Abidin Dino, peintre turc († 7 décembre 1993),
- 28 mars : Tōkō Shinoda peintre et graveur japonaise,
- 30 mars : Jean Pons, peintre, artiste de collage, graveur, illustrateur et sculpteur français († 16 avril 2005),
- 5 avril : Antoni Clavé, peintre espagnol († 31 août 2005),
- 22 avril : Marcel Busson, peintre français († 30 septembre 2015),
- 27 avril : Michel Rodde, peintre et lithographe français († 20 février 2009),
- 4 mai: Pericle Fazzini , peintre et sculpteur italien († 4 décembre 1987),
- 15 mai : Fabrizio Clerici, peintre, architecte, photographe, metteur en scène et créateur de costumes italien († 7 juin 1993),
- 29 mai : Alexandre Hinkis, peintre russe naturalisé français († 14 avril 1997),
- 1er juillet : Jacques Thiout, peintre français († 6 août 1971),
- 8 juillet : Pierre-Laurent Brenot, styliste, affichiste et peintre français († 8 mai 1998),
- 11 juillet : Antoine Martinez, peintre français († 11 avril 1970),
- 20 juillet :
  - Savitri Khanolkar, peintre suisse-indienne († 26 novembre 1990),
  - Georges Rohner, peintre français († 3 novembre 2000),
- 21 juillet : Wenzel Profant, sculpteur et peintre luxembourgeois († 20 janvier 1989),
- 29 juillet : Charlotte Calmis, peintre, poétesse et féministe française († 18 novembre 1982),
- 31 juillet : Jacques Moeschal, architecte et sculpteur belge († 24 décembre 2004),
- 4 août : André Verdet, poète, peintre, sculpteur et céramiste français († 19 décembre 2004),
- 5 août : Germain Bonel, peintre français d'origine catalane († 14 mars 2002),
- 9 août : René Gaston-Lagorre, peintre français († 21 février 2004),
- 21 août : Slavko Kopač, peintre, sculpteur et céramiste franco-croate († 23 novembre 1995),
- 27 aout : Robert Lepeltier, peintre français († 17 juin 1996),
- 7 septembre : Pierre Gilles, peintre français († 21 octobre 1993),
- 18 septembre : Georges Borgeaud, peintre suisse († 22 janvier 1998),
- 19 septembre : Jean-Denis Maillart, peintre, graveur, illustrateur et décorateur français († 23 juillet 2004),
- 23 septembre : Carl-Henning Pedersen, peintre danois († 20 février 2007),
- 28 septembre : Warja Lavater, peintre et illustratrice suisse († 3 mai 2007),
- 30 septembre : Susana Simon, artiste peintre allemande  († 6 janvier 2000),
- 1er octobre : André Fougeron, peintre français († 10 septembre 1998),
- 6 octobre : Meret Oppenheim, écrivaine, peintre, photographe et plasticienne suisse († 15 novembre 1985),
- 10 octobre : Armand Manago, peintre français † 4 mars 1983),
- 29 octobre : Adriano Gajoni, peintre italien († 26 mars 1965),
- 10 novembre : Piero Fornasetti, peintre, designer, sculpteur et décorateur d'intérieur italien († 9 octobre 1988),
- 18 novembre : Endre Rozsda, peintre, dessinateur et photographe franco-hongrois († 16 septembre 1999),
- 21 novembre : Tomie Ohtake, peintre et sculptrice japonaise († 12 février 2015),
- 9 décembre : Gerard Sekoto, peintre et musicien sud-africain († 20 mars 1993),
- 19 décembre : 
  - Geneviève Pezet, peintre, sculptrice et céramiste française († 23 janvier 2009),
  - Fernande Rousseau, peintre belge († 28 octobre 1963),
- 22 décembre : Victor Ruzo, peintre suisse († 26 mars 2008),
- 23 décembre : Margit Anna, peintre hongroise († 3 juin 1991),
- 24 décembre : Pierre Thézé, peintre et sculpteur français († 24 juillet 1999),
- ? :
  - Louis Arnoux, peintre français († 2006.
  - Renée Carpentier-Wintz, peintre française († 2003.
  - Suzanne Chapelle, peintre française († 1996.
  - Jean Chevalier, peintre et écrivain français († 2002).
  - Yuntai Sun, peintre chinois († 2005).
  - Lin Yüan, peintre d'animaux et sculpteur chinois († 1991.

## Décès
- 3 janvier : Achille Cesbron, peintre français (° 5 novembre 1849),
- 6 janvier : 
  - Hippolyte Pradelles, peintre paysagiste français (° 29 mars 1824),
  - Ian Tsionglinski, peintre polonais et russe (° 20 février 1858),
- 20 janvier : José Guadalupe Posada, dessinateur mexicain (° 2 février 1852),
- 21 janvier : Pierre Prins, peintre, graveur et sculpteur français (° 26 novembre 1838),
- 5 février : Auguste Moreau-Deschanvres, peintre français  (° 9 décembre 1838),
- 23 février : Julius Adam, peintre animalier et lithographe allemand (° 18 mai 1852),
- 3 mars :
  - Charles de Condamy, peintre et aquarelliste français (° 27 juin 1847),
  - Jules Jacquet, graveur et peintre français (° 1er décembre 1841),
- 4 mars : Édouard Frederic Wilhelm Richter, peintre orientaliste français (° 13 juin 1844),
- 5 mars :  Eugène Viala, peintre et aquafortiste français (° 8 septembre 1859),
- 8 mars :  Alfred Louis Vigny Jacomin, peintre français (° 3 janvier 1842),
- 12 mars : 
  - Pierre Pignolat,  peintre suisse d'origine française (° 22 mai 1838),
  - Henry Detouche, peintre, dessinateur, aquarelliste, graveur, lithographe, écrivain et critique d'art français (° 10 janvier 1854),
- 16 mars : Louis-Maurice Boutet de Monvel, peintre, aquarelliste et illustrateur français (° 18 octobre 1850),
- 29 mars : Karel Reisner, peintre, professeur d'art et affichiste bohémien (° 28 janvier 1868),
- 10 avril : 
  - Melchior Doze, peintre français (° 18 décembre 1827),
  - François Lafon, peintre français (° 13 juillet 1846),
- 11 avril : Paul Alphonse Viry, peintre français (° 28 décembre 1832),
- 21 avril : Alphonse Moutte, peintre français (° 4 mars 1840),
- 23 avril : René Henri Ravaut, peintre français (° 23 mars 1854),
- 5 mai : Henry Moret, peintre français (° 12 décembre 1856),
- 8 mai : Édouard Marty, peintre de genre et de paysages, illustrateur, dessinateur, portraitiste et aquarelliste français (° 25 décembre 1851),
- 21 mai : Edme-Émile Laborne, peintre et dessinateur français (° 11 janvier 1837),
- 14 juin : Louis-Robert Carrier-Belleuse, peintre et sculpteur français (° 4 juillet 1848),
- 23 juin : Mikhaïl Demianov, peintre russe (° 7 décembre 1873),
- 26 juin :  Enrique Atalaya, peintre espagnol et français (° 1er mai 1851),
- 10 juillet : Mikoláš Aleš, aquarelliste, dessinateur et illustrateur austro-hongrois (° 18 novembre 1852),
- 12 juillet : 
  - Mario Carl-Rosa, peintre paysagiste, écrivain et journaliste français (° 29 octobre 1853),
  - Gaston de La Touche, peintre, pastelliste, aquarelliste, graveur, illustrateur et sculpteur français (° 22 octobre 1854),
- 28 juillet : Okuhara Seiko, artiste bunjin-ga japonaise (° 14 septembre 1837),
- 7 août :
  - Vittorio Avanzi, peintre italien (° 21 février 1850),
  - Fernand Pelez, peintre français (° 18 janvier 1848),
- 9 août : Joseph Reichlen, peintre et dessinateur suisse (° 29 octobre 1846),
- 12 août : Aimé Morot, peintre et sculpteur français (° 16 juin 1850),
- 19 août :  Alexandre Cuvelier, peintre français (° 27 septembre 1867),
- ? août : Léon Tanzi, peintre et illustrateur français (° 24 mai 1846),
- 3 septembre : Victor Fulconis, sculpteur, peintre et illustrateur français (° 18 janvier 1851),
- 16 septembre : Gyokusen, peintre japonais (° 20 juillet 1834),
- 23 septembre :  Süleyman Seyyit, peintre et professeur d'art ottoman (° 1842),
- 27 septembre : Étienne Dujardin-Beaumetz, peintre et homme politique français (° 29 septembre 1852),
- 4 octobre : Josep Tapiró i Baró, peintre espagnol (° 7 février 1836),
- 9 octobre : Wilfrid-Constant Beauquesne, peintre français (° 28 octobre 1840),
- 29 octobre : Darío de Regoyos, peintre espagnol (° 1er novembre 1857),
- 10 novembre : Paul Bernadot, médecin et peintre français (° 23 août 1886),
- 11 novembre : Petrus Van der Velden, peintre et graveur néerlandais et néo-zélandais (° 5 mai 1837),
- 1er décembre : Charles Castellani, peintre et auteur dramatique naturalisé français (° 26 mai 1838),
- 6 décembre : Georges Louis Hyon, peintre et illustrateur français (° 5 juillet 1840),
- ? :
  - Martin Aagaard, peintre norvégien (° 13 octobre 1863),
  - Melchior Jaubert, peintre et aquarelliste français (° 5 janvier 1848).